# Fury's Big Week
Marvel's The Avengers Prelude: Fury's Big Week, ou simplesmente Fury's Big Week, é uma série limitada de histórias em quadrinhos publicada pela editora americana Marvel Comics como um quadrinho tie-in oficial do Universo Cinematográfico Marvel, especificamente do filme de 2012, Os Vingadores. A revista foi escrita por Eric Pearson a partir de histórias por ele próprio e Chris Yost, com arte de várias pessoas. Fury's Big Week segue Nick Fury e vários agentes da S.H.I.E.L.D. á medida que lidam com os vários eventos dos filmes do UCM que levaram até Os Vingadores.
A Marvel começou a lançar revistas em quadrinhos para os filmes do UCM em 2008, e revelou um plano de marketing expandido para seus tie-ins publicados antes do lançamento de Os Vingadores. Fury's Big Week foi anunciada em fevereiro de 2012, com a Marvel Studios trabalhando de perto com a divisão de quadrinhos para garantir a continuidade entre os vários produtos. A história traz conexões entre os diferentes filmes da Fase Um da Marvel, recontando eventos deles do ponto de vista da S.H.I.E.L.D. e acrescentando novas interações de personagens e sequências.
Fury's Big Week foi lançada digitalmente em oito edições de fevereiro a março de 2012, para se conectar com o marketing do filme. A revista foi então publicadoa em cópia impressa de março a abril como quatro capítulos individuais.

## Publicação
A Marvel Comics começou a lançar séries de quadrinhos limitadas relacionadas com os filmes da Marvel Studios em 2008 e, até 2010, discutiram o plano para que não fossem "não necessariamente adaptações diretas dos filmes, mas talvez algo que acontecesse fora da tela e foi mencionado no filme". Então, o editor-chefe da Marvel Comics, Joe Quesada, explicou que a editora trabalharia em estreita colaboração com a Marvel Studios e os criadores por trás dos filmes ao desenvolver os tie-ins. Para Os Vingadores em 2012,o vice-presidente sênior de vendas da Marvel, David Gabriel, descreveu uma abordagem "mais focada" para os tie-ins do que anteriormente, com a intenção de alcançar os fãs de "todos os setores".
Em fevereiro de 2012, a Marvel anunciou The Avengers Prelude: Fury's Big Week, escrita por Chris Yost e Eric Pearson. Yost e Pearson tinham sido membros do Programa de Roteiristas internos da Marvel Studios, desenvolvendo filmes como Thor e Capitão América: O Primeiro Vingador, então, quando se tratava de Fury's Big Week a Marvel "percebeu que tinham dois escritores em casa que conheciam  o universo cinematográfico melhor do que ninguém". Pearson, que nunca escreveu uma revista em quadrinho antes, mas escreveu vários "Marvel One-Shots" para a empresa, foi responsável pelos roteiros finais, com Yost o ajudando com a trama da série. Os dois trabalharam juntos para desenvolver o formato de cada edição. Yost e Pearson esperavam introduzir elementos dos quadrinhos estabelecidos há muito tempo, como "a extensão total da S.H.I.E.L.D." para os fãs dos filmes. A arte da série foi fornecida por Luke Ross, Daniel Hdr, Agustin Padilla e Wellinton Alves.
O quadrinho reconta os eventos de O Incrível Hulk, Homem de Ferro 2, Thor e Capitão América: O Primeiro Vingador do ponto de vista da S.H.I.E.L.D., com cenas extras adicionadas para juntar todos eles como uma única história. Yost e Pearson "viram a linha do tempo do [UCM], [e] apenas tentaram abordá-la de um ponto de vista muito lógico". Sobre o título e premissa, Yost explica que "Há sete dias em que a S.H.I.E.L.D. teve a pior semana de suas vidas ... você está vendo a história da S.H.I.E.L.D. e como tudo leva diretamente a Os Vingadores, então começamos em 1943 com o Capitão América e atravessamos todos os filmes da Marvel que você viu até agora". Pearson disse, "Esperemos que [os leitores] vejam o respeito que o estúdio tem pelo universo coeso. É uma revista em quadrinhos que liga todos os eventos de vários filmes diferentes, e você realmente consegue ver como eles estão todos no mesmo mundo". Yost acrescentou, "há algo acontecendo nos bastidores [dos filmes] que as pessoas não sabem e, começando com esse quadrinho, você vai se ficar muito consciente disso". Yost observou que a revista "obteve o selo de aprovação" de Kevin Feige e Jeremy Latcham na Marvel Studios, "então esta é uma parte verdadeira" em termos de continuidade do UCM.
A primeira das oito edições foi lançada digitalmente no aplicativo da Marvel Comics em 5 de fevereiro para coincidir com o lançamento de um novo trailer do filme naquele dia. O restante das edições foram programadas para serem lançadas no aplicativo a cada terça-feira a partir de 14 de fevereiro. O novo editor-chefe da Marvel, Axel Alonso, descreveu o quadrinho como "uma história emocionante no Universo Cinematográfico Marvel que prepara perfeitamente o palco" para o filme. A revista apresentou um selo vermelho dos "Vingadores" em sua capa, indicando isso como um tie-in oficial no UCM. A revista foi então publicado em cópia impressa como quatro capítulos em 7 de março, 21 de março, 4 de abril e 18 de abril de 2012.

## Enredo
O Conselho de Segurança Mundial encerra a pesquisa da S.H.I.E.L.D. para o avião acidentado do Capitão América no Ártico, assim como a vigilância de Tony Stark e Bruce Banner / Hulk, em favor do Projeto P.E.G.A.S.U.S.—as tentativas de S.H.I.E.L.D. de explorar o Tesseract—embora o diretor Fury decida continuar essas operações "fora dos livros". Fury descobre que Stark está perto da morte, Banner entrou na América, e há distúrbios atmosféricos incomuns acima do Novo México. Com a ajuda da S.H.I.E.L.D., Stark descobre um novo elemento que salva sua vida, Enquanto os agentes Coulson e Clint Barton descobrem o Thor no Novo México, e recuperam os restos da armadura Argardiana do Destruidor. Romanoff segue Banner para a cidade de Nova York, onde, enquanto o Hulk luta contra o Abominável, ela encontra Samuel Sterns, que sofreu uma mutação. Um tempo depois, a S.H.I.E.L.D. está estudando ativamente Sterns, a Teoria dos Nove Reinos de Jane Foster, e o Destruidor—o qual eles agora têm controle sobre—e foram bem sucedidos na busca deles pelo Capitão América. Barton é atribuído a observar o Dr. Erik Selvig no Projeto P.E.G.A.S.U.S., que, usando o novo elemento de Stark, está à beira de aproveitar o poder do Tesseract, mas que também está sob o controle do Asgardiano Loki.

## Recepção
A série tem uma classificação de 8.0 no site agregador de revisões Comic Book Roundup.
Fury's Big Week recebeu elogios de CJ Wheeler do Den of Geek, que considerou que o tom da série foi "um ajuste perfeito para o Universo Cinematográfico Marvel até agora e você ficará animado para o que está por vir". Ele descreveu a escrita como "incisiva e divertida". O diretor da S.H.I.E.L.D., Nick Fury, e o agente favorito dos fãs, Coulson, têm a chance de brilhar, com algumas ótimas linhas de ambos que poderiam ser facilmente entregues por Samuel L. Jackson e Clark Gregg". Wheeler achou a arte "sólida", preferindo a de Ross e Alves aos outros artistas por ser "muito mais estilo de filme".

## Impressões

### Edições e capítulos
| Número | Título           | Data da capa  | Vendas estimadas (primeiro mês)            |
| ------ | ---------------- | ------------- | ------------------------------------------ |
| #1#2   | "Capítulo Um"    | Abril de 2012 | 19,829, classificado 92º na Norte América  |
| #3#4   | "Capítulo Dois"  | Maio de 2012  | 17,975, classificado 101º na Norte América |
| #5#6   | "Capítulo Três"  | Junho de 2012 | 14,442, classificado 128º na Norte América |
| #7#8   | "Caítulo Quatro" | Junho de 2012 | 14,070, classificado 131º na Norte América |

### Edições coletadas
| Título          | Formato               | Material coletado    | Páginas | Data de publicação | ISBN                |
| --------------- | --------------------- | -------------------- | ------- | ------------------ | ------------------- |
| Fury's Big Week | Trade paperback (TPB) | Fury's Big Week #1-8 | 96      | 16 de maio de 2012 | ISBN 978-0785163411 |